# Football Club Internazionale Milano
Football Club Internazionale Milano je profesionalni italijanski nogometni klub s sedežem v Milanu. Klub, za katerega se večkrat uporablja okrajšano ime Internazionale ali Inter, je edini klub v Italiji, ki vse od svoje ustanovitve dalje nastopa v Serie A. Inter je aktualni italijanski nogometni prvak in z zmago v sezoni 2009/10 je dosegel že peto zaporedno zmago in s tem izenačil rekord zaporedno osvojenih prvenstev v Italiji. Inter je tudi aktualni evropski klubski prvak z osvojitvijo lanskoletne Nogometne Lige Prvakov in svetovni klubski prvak z osvojitvijo Svetovnega Klubskega Pokala Decembra 2010. Tradicionalni klubski barvi sta črna in modra, opremvljevalec tehnične opreme ostaja že dve desetletji Nike, dolgoletni sponzor pa je italijanski gumarski proizvajalec Pirelli. Mladinska selekcija U15 je po številu osvojenih naslovov najuspešnejša ekipa v italijanskem prvenstvu do 15 let.

## Zgodovina

### Pred prvo svetovno vojno
Rodil se bo tu, v shajališču umetnikov in intelektualcev, v Milanski restavraciji L'Orologio (prev.: Ura), in bo za vedno klub velikega talenta. Ta krasna noč bo dala barve našemu grbu: črna in modra neba bosta ozadje zvezdnato zlati. Klical se bo Internazionale, ker smo vsi na tem svetu bratje. (Giorgio Muggiani, 9. Marec 1908)
Football Club Internazionale se je rodil v Ristorante Orologio (Restavraciji Orologio) na večer 9. Marca 1908. Nastal je s pomočjo 44 disidentov, rebra tedanjega Milan Football and Cricket Cluba (danes A.C. Milan), ki je uvedel prepoved najemanja novih tujih nogometašev poleg že prisotnih. Tujci so sestavljali večji del okostja tedanjih novo-ustanovljenih klubov in dejstvo, da se jih ni smelo najemati je bilo smatrano kot izredno nehvaležno dejanje do le-teh. Vodja disidentov je bil slikar Giorgio Muggiani, ki je tudi izbral barve, ki bi sestavljale grb kluba: črno in modro. Prvi predsednik je bil Giovanni Paramithiotti in prvi kapetan je bil Hernst Marktl, ki je bil, med drugim, tudi eden od ustanoviteljev Milana. Ime v italijanščini pomeni mednaroden, tak pa je bil tudi začetni (in je tudi sedanji) sloves kluba, ki stremi k izpopolnjevanju ekipa na bazi talenta in sposobnosti ne glede na narodnost igralcev.
Klub je svoj prvi scudetto osvojil leta 1910, drugič pa so se naslova italijanskega prvaka veselili leta 1920. Kapetan in trener pri osvojitvi prvega naslova je bil Virgilio Fossati, brat Giuseppeja Fossattija, ki je pripomogel k osvojitvi drugega scudetta. Virgilio je življenje izgubil med prvo svetovno vojno.

### Med obema vojnama
Med obema vojnama je klub moral spremeniti ime v Ambrosiana-Inter. Do tega je prišlo zaradi fašističnega pritiska s strani tedanjega voditelja Mussolinija. Inter kljub spremembi imena ni popuščal in leta 1930 so se veselili tretjega naslova prvaka, tokrat prvič v novo ustanovljeni Serie A. Četrta ligaška lovorika je bila osvojena leta 1938, dve leti kasneje pa je sledila dvojna krona. Poleg scudetta je Inter (prvič) osvojil še italijanski pokal. Leta 1942 je klub spet dobil prvotno ime Internazionale.

### Veliki Inter (Grande Inter)
Po vojni je Inter leta 1953 osvojil svojo šesto prvenstveno lovoriko, do sedme pa so prišli že leto pozneje. Inter je takrat vstopal v najboljša leta svojega obstoja - to obdobje so v Italiji poimenovali obdobje Velikega Interja. V tem obdobju je klub osvojil tri prvenstvene lovorike (1963, 1965 in 1966), dvakrat pa je postal tudi evropski prvak. Prvič so bili najboljši v Evropi leta 1964, potem ko so v finalu premagali Real Madrid, drugič pa že naslednjo sezono, ko je v finalu padla Benfica. V zlatih letih je klubski dres nosilo veliko znanih nogometašev: Luis Suarez, Giacinto Facchetti, Sandro Mazzola, Angelo Domenghini, Mario Corso. Lastnik in predsednik kluba je bil oče aktualnega lastnika, Angelo Moratti.

### Od leta 1970 do 2004
Po zlatih šestdesetih je sledila osvojitev enajste prvenstvene lovorike v letu 1971, dvanajsta pa je sledila leta 1980. Potem, ko so izgubili finale Pokala državnih prvakov že leta 1967, se jim je to pripetilo tudi leta 1972, ko je bil z 2-0 boljši Ajax. V sedemdesetih in osemdesetih letih je Inter dvakrat osvojil tudi italijanski pokal, leta 1989 pa so zadnjič, trinajstič, osvojili Serie A. S 13 osvojenimi scudetti na večni lestvici trenutno zasedajo tretje mesto, za Juventusom (28) in Milanom (17). 
Inter je trikrat osvojil tudi Pokal UEFA. Prvič v sezoni 1990-91, ko so v dveh finalnih tekmah premagali Romo. Drugi pokal je sledil v sezoni 1993-94, ko je v finalu padla Austria Salzburg, tretjič pa so se Pokala UEFA veselili v sezoni 1997-98, ko je v Parizu Inter premagal S.S. Lazio. 
V sezoni 2004-05 je Inter po dolgem času osvojil lovoriko. V finalu italijanskega pokala so bili črno-modri boljši od Rome, avgusta 2005 pa so osvojili še italijanski superpokal z zmago nad Juventusom. Pokalne lovorike so se veselili tudi sezono kasneje. 11. marca so na povratni finalni tekmi s 3:0 znova premagali Romo. Skupni rezultat je bil 4:2. To so bile lovorike, ki jih je v domačih tekmovanjih Inter osvojil pod taktirko Roberta Mancinija, ki je postavil v nekaj letih temelje za kasnejši, znameniti, zmagoviti pohod Interja. Kljub skepsi medijev in nogometne stroke, je Moratti šel v ta riziko, ki se je že v prvih sezonah obrestoval, saj je Mancini s svojo karizmo in trmo uspel končno narediti red tudi v slačilnici, ki je prepogosto v preteklih letih bila razburkana in čigar neprijetnosti so prehitro pricurljale v javnost. Omeniti velja, da je tistega leta prišlo tudi do pomembne zamenjave v managementu kluba: generalni direktor je postal Marco Branca

### Od leta 2004 do 2009
Potem, ko je Italijo pretresel škandal nameščanja tekem Calciopoli, je v Italiji pričel vnovični vzpon Interja. Kopica klubov je bila kaznovana, eni z odvzemom točk drugi z relegacijo v drugo ligo (Juventus je moral v serie B, Milanu pa so odbili nekaj točk) in tako je Inter dobil svoj 14. naslov za mizo. Od tedaj je Inter postal edini klub, ki ni igral v drugi ligi italijanskega nogometa. Iz Juventusa sta prišla Patrick Vieira in Zlatan Ibrahimović, kjer je predvsem slednji ogromno prispeval k zgodovinskim uspehom, ki jih je Inter dosegel v naslednjih letih.
Naslednjo sezono Inter osvoji svoj 15. naslov in to tako prepričljivo, da so tisto sezono padli številni rekordi, ki so stali tudi od daljnih 60ih in 70ih. Eden od najbolj zanimivih je vsekakor rekord 17. zaporedno doseženih zmag pod taktirko Roberta Mancinija. Sezona 07/08 je bila ravnotako trofejna, saj je Inter znova osvojil scudetto, toda Moratti ni bil popolnoma zadovoljen, ker je hotel po očetovih stopinjah – želel si je osvojiti Champions League. Inter je izpadel v četrtfinalu proti Liverpoolu in po burni tiskovni konferenci Mancinija, ki je indirektno najavil, da bo to njegova zadnja sezona pri klubu, je Moratti kljub osvojitvi lige izbral novega poveljnika.
2. Junija 2008 je postal tudi uradno novi trener Interja portugalec Jose Mourinho. Tisto sezono je bil tudi edini tuji trener v italijanski prvi ligi. Med prestopnim rokom so prišli Amantino Mancini, Sulley Muntari in Ricardo Quaresma, ki je bil med drugim najdražji nakup tega prestopnega roka. Žal niso ne novi trener ne novo dospeli igralci niso prinesli pokala Lige Prvakov. Mourinho je, ne glede na nazadovoljstvo navijačev zaradi vnovičnega neuspeha v evropskih tekmovanjih, to leto osvojil 17. Naslov in italijanski superpokal.
Sezona 2009/2010 se je pričela s prelomnim prestopnim rokom. Inter je z Barcelono naredil sedaj že znamenito zamenjavo igralec – prodal je Zlatana Ibrahimoviča v Španijo v zameno za Kamerunca Samuela Eto'oja in obilico denarja, ki so ga reinvestirali v nakupe igralcev, ki so zelo okrepili postavo in postali takoj nosilci igre: Diego Milito, Thiago Motta, Lucio in zadnje dni mercata še Wesley Sneijder.

## Strukture kluba

### Stadion
Prvi stadion, na katerem je igral Inter je bil še obstoječi Arena Civica, ki je imel kapaciteto 30.000 mest. Danes se imenuje Arena Gianni Brera in na njem igra Milanski rugby klub Amatori Milano in manjši nogometni klub F.C. Brera. Stadion je bil zgrajen že leta 1807 in je na njegovo otvoritev prišel tudi sam Napoleon. Stadion je Inter uporabljal do leta 1948, ko se je preselil na San Siro zaradi dotrajanosti Arene Civice in predvsem večje kapacitete San Sira, ki je tako lahko zadovoljila številne navijače Interja, ki so prej le stežka prihajali do kart.
Danes Inter igra domače tekme na Stadio Giuseppe Meazza, ki je sicer znan tudi kot San Siro, po imenu četrti v kateri se nahaja. Stadion, čigar gradnja se je pričela Decembra 1925 na željo Piera Pirellija, tedanjega predsednika Milana, je doživel uradno otvoritev 19. Septembra leto kasneje s tekmo med Interjem in Milanom (končala je 6-3 za črnomodre). Od leta 1935 je stadion v lasti Občine Milano in od Marca 1979 so ga poimenovali po Giuseppeju Meazzi (1910-1979), legendarnemu napadalcu od dvajsetih do štiridesetih let dvajsetega stoletja, ki je zabil številne gole tako v dresu Interja kot Milana. Objekt si kluba delita od leta 1948 in ima kapaciteto 80.018 mest.

### Sedež kluba
Aktualni sedež kluba je trenutno na tretjem nadstropju poslopja v ulici Corso Vittorio Emanuele II, 9. To je približno petsto metrov stran od prvotnega sedeža restavracije L'Orologio (v ulici Via Orefici), ki se danes nahaja v ulici Via Bellotti, 4. Klub je na novem sedežu od 27. Aprila 2009. Pred tem je bil klub nastanjen v Palači Durini v ulici Via Durini 24, kjer je bil od 1.1.1997.

### Športni center
Športni center Angelo Moratti, bolje poznan kot La Pinetina, je Interjev športni center. Zgrajen je bil leta 1962 po volji Angela Morattija in na željo Helenia Herrere. Kompleks se nahaja v kraju Appiano Gentile, blizu mesta Como.
V Pinetini so v osnovi tri igrišča od katerih sta dva zmanjšanih dimenzij in eden od teh pod šotorom, ki tako pozimi ščiti pred mrazom in slabimi vremenskimi razmerami. Na teh igriščih trenirajo prva ekipa in vse manjše selekcije. Igrišče pod šotorom je bilo zgrajeno na željo trenerja Corrada Orrica in zaradi mer 46m x 26m se ga je kmalu prijel nadimek "kletka, saj je zelo primerno za vadbo igre v zgoščenem prostoru. Center poseduje tudi bazen, ki omogoča plavanje proti toku in hidromasažo, dve telovadnici (ena je velika 250 kvad. metrov, druga 100 kvad. metrov), dve zdravniški ordinaciji (ena za fizioterapijo in ena za masaže), tri slačilnice in dva skladišča.
V glavni stavbi se nahaja hotel za igralce in tehnično ekipo Interja, igralna soba, sejna soba, večja jedilnica, loža, tiskovni center in sedež s studiji klubske televizije Inter Channel. 

## Proizvajalci opreme in sponzorji
| Leto       | Sponzorji |
| ---------- | --------- |
| 1981–1982  | Inno-Hit  |
| 1982–1991  | Misura    |
| 1991–1992  | FitGar    |
| 1992–1995  | Fiorucci  |
| 1995–danes | Pirelli   |

| Leto       | Proizvajalec opreme |
| ---------- | ------------------- |
| 1979–1982  | Puma                |
| 1982–1986  | Mec Sport           |
| 1986–1988  | Le Coq Sportif      |
| 1988–1991  | Uhlsport            |
| 1991–1998  | Umbro               |
| 1998–danes | Nike                |

## Navijači
Sodeč po najnovejših raziskavah interesnega sektorja inštituta Demos, ki jih je objavil Septembra 2010, je F.C. Internazionale s 17,4 % izraženo preferenco celotnega primerka anketirne populacije trenutno na drugem mestu po priljubljenosti v Italiji. Ima številne navijaške klube po Italiji in drugje po svetu ter že od leta 1950 zelo zavzeto sodeluje in jim pomaga z različnimi akcijami, tako da ima enega najbolje razvitih sistemov sodelovanja z navijaškimi klubi širom sveta.

### Curva Nord
Curva Nord je severna tribuna oz. v dobesednem prevodu "severni ovinek". Tradicionalno se na tem delu stadiona, drugem ringu severnega ovinka, nahajajo najzvestejši in najbolj vroči navijači Interja, t. i. Ultrasi, ki vsako tekmo navijajo in izvajajo koreografije v podporo ekipi. Najpomembnejša skupina na curvi so Boys San.

### Bratstva in rivalstva
Navijači Interja gojijo predvsem dve hudi rivalstvi. Prvo je mestno rivalstvo z Milanom, ki traja vse od odcepitve, drugo pa je rivalstvo z Juventusom. Medsebojne tekme Interja in Juventusa Italijani označujejo z nazivom »Derby d'Italia«, predvsem zaradi dejstva, da celo stoletje kluba od ustanovitve nista izpadla iz Serie A, kar se je seveda po škandalu Calciopoli spremenilo, toda po drugi strani le še bolj podžgalo strasti med enimi in drugimi. Derby z Milanom imenuje »Derby della Madonnina«, naziv nosi po kipu Device Marije, ki krasi strešno konico znamenitega Milanskega Duoma. V zadnjih letih se je zelo razvnelo rivalstvo z Romo, predvsem zato, ker sta oba kluba v obdobju 2005-2010 osvojila vse domače lovorike in v vseh prišla bodisi prva ali druga.
Interjevi navijači gojijo sedaj že znameniti "gemellaggio" kar v prevodu pomeni bratstvo z navijači rimskega kluba Lazio. Začelo se je seveda s pobratenjem severnih tribun Interja in Lazia, čemur je sledilo v naslednjih letih močno zbližanje tudi na širši ravni predvsem zaradi Interjevega izjemno povečanega rivalstva z Romo.

## Igralci
V poletnem prestopnem roku (2012) je v klub za 11 mio. EUR prišel slovenski reprezentančni čuvaj mreže Samir Handanović (Udinese), ki je prvi vratar Interja. Klub je zapustil prejšnji prvi vratar Julio Cesar (Queens Park Rangers). Mestna rivala Inter in Milan sta zamenjala napadalca. Giampaolo Pazzini je odšel v Milan, Antonio Cassano pa v Inter. ˝Rossoneri˝ so morali ˝Nerazzurom˝ plačati še 7 mio. EUR, zaradi morebitnega poslabšanja zdravstvenga stanja Antonia Cassana, ki je bil operiran na srcu.

## Predsedniki od ustanovitve do danes
Inter je v svoji zgodovini imel številne predsednike. Eni so bili lastniki kluba, drugi častni predsedniki ali vršilci dolžnosti. To je njihov seznam. 
| Predsednik                   | Obdobje     |
| ---------------------------- | ----------- |
| Giovanni Paramithiotti       | 1908.–1909. |
| Ettore Strauss               | 1909.–1910. |
| Carlo De Medici              | 1910.–1912. |
| Emilio Hirzel                | 1912.–1914. |
| Luigi Ansbacher              | 1914.       |
| Giuseppe Visconti Di Modrone | 1914.–1919. |
| Giorgio Hulss                | 1919.–1920. |

| Predsednik         | Obdobje     |
| ------------------ | ----------- |
| Francesco Mauro    | 1920.–1923. |
| Enrico Olivetti    | 1923.–1926. |
| Senatore Borletti  | 1926.–1929. |
| Ernesto Torrusio   | 1929.–1930. |
| Oreste Simonotti   | 1930.–1932. |
| Ferdinando Pozzani | 1932.–1942. |
| Carlo Masseroni    | 1942.–1955. |

| Predsednik         | Obdobje      |
| ------------------ | ------------ |
| Angelo Moratti     | 1955.–1968.  |
| Ivanoe Fraizzoli   | 1968.–1984.  |
| Ernesto Pellegrini | 1984.–1995.  |
| Massimo Moratti    | 1995.–2004.  |
| Giacinto Facchetti | 2004.–2006.  |
| Massimo Moratti    | 2006.–2013.  |
| Erick Thohir       | 2013.-danes. |

## Trenerji od ustanovitve do danes
Inter je v svoji zgodovini zamenjal številne trenerje. Najuspešnejši je vsekakor Helenio Herrera, ki je poleg scudettov osvojil dvakrat Ligo Prvakov. Tesno za njim pa je Jose Mourinho, ki je leta 2010 z Interjem postal pentaprvak.
| Ime                            | Narodnost | Obdobje   |
| ------------------------------ | --------- | --------- |
| Virgilio Fossati               | Italija   | 1909–1915 |
| Nino Resegotti Francesco Mauro | Italija   | 1919–1920 |
| Bob Spotishwood                | Anglija   | 1922–1924 |
| Paolo Schiedler                | Italija   | 1924–1926 |
| Árpád Weisz                    | Madžarska | 1926–1928 |
| József Viola                   | Madžarska | 1928–1929 |
| Árpád Weisz                    | Madžarska | 1929–1931 |
| István Tóth                    | Madžarska | 1931–1932 |
| Árpád Weisz                    | Madžarska | 1932–1934 |
| Gyula Feldmann                 | Madžarska | 1934–1936 |
| Albino Carraro                 | Italija   | 1936      |
| Armando Castellazzi            | Italija   | 1936–1938 |
| Tony Cargnelli                 | Avstrija  | 1938–1940 |
| Giuseppe Peruchetti            | Italija   | 1940      |
| Italo Zamberletti              | Italija   | 1941      |
| Ivo Fiorentini                 | Italija   | 1941–1942 |
| Giovanni Ferrari               | Italija   | 1942–1945 |
| Carlo Carcano                  | Italija   | 1945–1946 |
| Nino Nutrizio                  | Italija   | 1946      |
| Giuseppe Meazza                | Italija   | 1947–1948 |
| Carlo Carcano                  | Italija   | 1948      |
| Dai Astley                     | Wales     | 1948      |
| Giulio Cappelli                | Italija   | 1949–1950 |
| Aldo Olivieri                  | Italija   | 1950–1952 |
| Alfredo Foni                   | Italija   | 1952–1955 |

| Ime                 | Narodnost | Obdobje   |
| ------------------- | --------- | --------- |
| Aldo Campatelli     | Italija   | 1955      |
| Giuseppe Meazza     | Italija   | 1955–1956 |
| Annibale Frossi     | Italija   | 1956      |
| Luigi Ferrero       | Italija   | 1957      |
| Giuseppe Meazza     | Italija   | 1957      |
| Jesse Carver        | Anglija   | 1957–1958 |
| Giuseppe Bigogno    | Italija   | 1958      |
| Aldo Campatelli     | Italija   | 1959–1960 |
| Camillo Achilli     | Italija   | 1960      |
| Giulio Cappelli     | Italija   | 1960      |
| Helenio Herrera     | Argentina | 1960–1968 |
| Alfredo Foni        | Italija   | 1968–1969 |
| Heriberto Herrera   | Paragvaj  | 1969–1971 |
| Giovanni Invernizzi | Italija   | 1971–1973 |
| Enea Masiero        | Italija   | 1973      |
| Helenio Herrera     | Argentina | 1973      |
| Enea Masiero        | Italija   | 1974      |
| Luis Suárez         | Španija   | 1974–1975 |
| Giuseppe Chiappella | Italija   | 1976–1977 |
| Eugenio Bersellini  | Italija   | 1977–1982 |
| Rino Marchesi       | Italija   | 1982–1983 |
| Luigi Radice        | Italija   | 1983–1984 |
| Ilario Castagner    | Italija   | 1984–1986 |
| Mario Corso         | Italija   | 1986      |
| Giovanni Trapattoni | Italija   | 1986–1991 |

| Ime                  | Narodnost   | Obdobje    |
| -------------------- | ----------- | ---------- |
| Corrado Orrico       | Italija     | 1991       |
| Luis Suárez          | Španija     | 1992       |
| Osvaldo Bagnoli      | Italija     | 1992–1994  |
| Giampiero Marini     | Italija     | 1994       |
| Ottavio Bianchi      | Italija     | 1994–1995  |
| Luis Suárez          | Španija     | 1995       |
| Roy Hodgson          | Anglija     | 1995–1997  |
| Luciano Castellini   | Italija     | 1997       |
| Luigi Simoni         | Italija     | 1997–1998  |
| Mircea Lucescu       | Romunija    | 1999       |
| Luciano Castellini   | Italija     | 1999       |
| Roy Hodgson          | Anglija     | 1999       |
| Marcello Lippi       | Italija     | 1999–2000  |
| Marco Tardelli       | Italija     | 2000–2001  |
| Héctor Raul Cúper    | Argentina   | 2001–2003  |
| Corrado Verdelli     | Italija     | 2003       |
| Alberto Zaccheroni   | Italija     | 2003–2004  |
| Roberto Mancini      | Italija     | 2004–2008  |
| José Mourinho        | Portugalska | 2008–2010  |
| Rafael Benitez       | Španija     | 2010       |
| Leonardo Araujo      | Brazilija   | 2010-2011  |
| Gian Piero Gasperini | Italija     | 2011       |
| Claudio Ranieri      | Italija     | 2011-2012  |
| Andrea Stramacconi   | Italija     | 2012       |
| Walter Mazzari       | Italija     | 2013-2014  |
| Roberto Mancini      | Italija     | 2014-2016  |
| Frank de Boer        | Nizozemska  | 2016       |
| Stefano Pioli        | Italija     | 2016-2017  |
| Luciano Spalletti    | Italija     | 2017-danes |

## Lovorike
- Serie A: 19

1. 1909/10
2. 1919/20
3. 1929/30
4. 1937/38
5. 1939/40
6. 1952/53
7. 1953/54
8. 1962/63
9. 1964/65
10. 1965/66
11. 1970/71
12. 1979/80
13. 1988/89
14. 2005/06
15. 2006/07
16. 2007/08
17. 2008/09
18. 2009/10

- 2020/21
- Italijanski pokal 6

1. 1938/39
2. 1977/78
3. 1981/82
4. 2004/05
5. 2005/06
6. 2009/10

- Italijanski superpokal 5

1. 1989
2. 2005
3. 2006
4. 2008
5. 2010

- Pokal državnih prvakov: 2

1. 1963/64
2. 1964/65

- Champions League: 1

1. 2009/10

- Pokal UEFA: 3

1. 1990/91
2. 1993/94
3. 1997/98

- Interkontinentalni pokal: 2

1. 1964
2. 1965

- Svetovni klubski pokal 1

1. 2010